# Das vierte Gebot (1950)
Das vierte Gebot ist ein österreichisches Familiendrama aus dem Jahre 1950 von Eduard von Borsody nach der gleichnamigen Vorlage von Ludwig Anzengruber. Die Hauptrollen spielen Attila Hörbiger und Dagny Servaes als ein Ehepaar, dessen Familie dem Untergang geweiht ist.

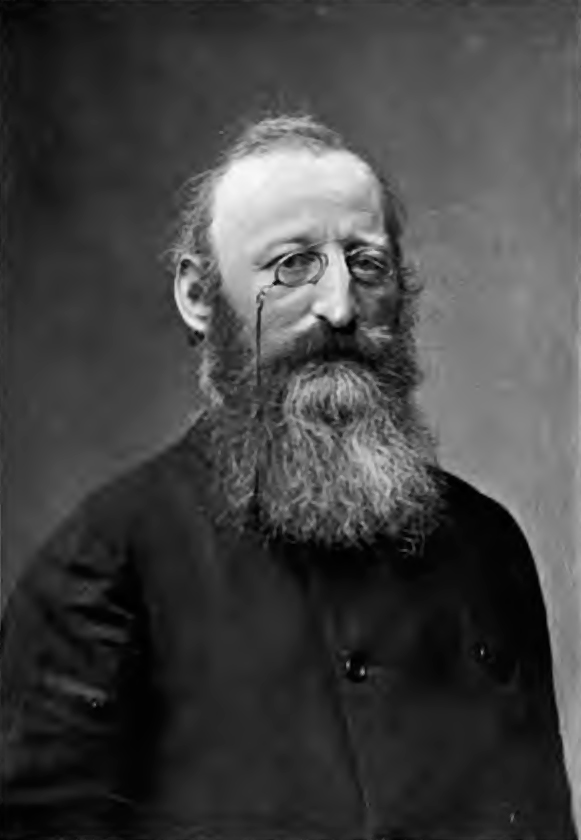
Vorlage-Autor Ludwig Anzengruber

## Handlung
Einst hatte der gutsituierte Wiener Handwerker Schalanter ein Auskommen mit dem Einkommen, doch infolge der Industrialisierung im Europa des ausgehenden 19. Jahrhunderts und selbstverschuldeter Nachlässigkeit geriet er mit seiner Familie – Gattin Barbara und die Kinder Martin und Josefa – in beträchtliche wirtschaftliche Not. Mehr und mehr greift der alte Mann zur Flasche und verschärft damit die ökonomische Situation noch. Der Weg abwärts, in die Gosse, und die soziale und gesellschaftliche Abwärtsspirale sind vorgezeichnet. Barbara weiß sich bald keinen anderen Rat mehr und unternimmt Schritte, ihre Tochter Josefa mit dem leichtsinnigen Sohn einer der Gläubiger ihres Mannes zu verkuppeln.
Doch diese arrangierte Beziehung ist unter diesen Umständen zum Scheitern verurteilt; Josefas Auserwählter lässt sie entehrt sitzen und heiratet ein anderes Mädchen, das jedoch von den eigenen Eltern zu dieser Ehe gezwungen wurde. Josefa selbst bleibt allein zurück und muss sich prostituieren, um irgendwie an Geld zu kommen. Auch Martin Schalanter ergeht es nicht besser: Er verübt in einem Anfall von Raserei einen Mord, als der Feldwebel Frey die Familie aufgrund einer Racheaktion des verzweifelten Vaters heftig kritisiert. Martin wird für seine Tat zum Tode verurteilt, ein Gnadengesuch bleibt erfolglos. Als ihn vor dem Gang zum Schafott die verzweifelten Eltern ein letztes Mal besuchen wollen, lehnt der junge Mann verbittert deren Ansinnen ab.

## Produktionsnotizen
Das vierte Gebot entstand im Winter 1949/50 in Wien-Sievering (Atelier) und in dem Wienerwald (Außenaufnahmen). Die Uraufführung erfolgte am 7. April 1950 in Stuttgart und Ulm, die Wiener Premiere war am 15. September desselben Jahres.
Produzent Eduard Hoesch übernahm auch die Produktionsleitung. Gustav Abel gestaltete die Filmbauten.

## Kritiken
Im Lexikon des Internationalen Films heißt es: „Am Beispiel des vierten Gebots will der nach dem Volksstück von Ludwig Anzengruber (1877) entstandene Film verdeutlichen, daß nicht nur den Kindern, sondern auch den Eltern sittliche Gebote auferlegt sind. Entstanden ist ein "Schicksalsfilm", der unter dem Pathos seines bühnenmäßigen Demonstrationsstils leidet.“
Auf wunschliste.de heißt es: „Wiener Volkstheater verfilmt als packende Familientragödie“
Auf film.at ist zu lesen: “Am Beispiel dreier Familien zeigt Anzengrubers Stück, wie das vierte Gebot "Du sollst Vater und Mutter ehren" sinnentfremdet wird.”